# Wilbur Thompson
Wilbur Marvin "Moose" Thompson (né le 6 avril 1921 à Frankfort, Dakota du Sud et mort le 25 décembre 2013) est un athlète américain, spécialiste du lancer du poids.
Il a remporté la médaille d'or lors des Jeux de Londres en 1948.